# 2016年の日本プロ野球
2016年の日本プロ野球（2016ねんのにほんぷろやきゅう）では、2016年の日本プロ野球（NPB）における動向をまとめる。

## できごと

### 1月
- 1月1日
  - 千葉ロッテマリーンズは、2016年のチームスローガンを『翔破〜熱き心で！〜』としたことを発表[1]。
  - 読売ジャイアンツは、2016年のチームスローガンを『一新 〜GIANTS PRIDE 2016〜』としたことを発表[2]。
- 1月4日
  - 横浜DeNAベイスターズは、2016年のチームスローガンを『WE PLAY TO WIN』としたことを発表[3]。
- 1月5日
  - 東北楽天ゴールデンイーグルスは、西田哲朗が登録名を「哲朗」に変更したことを発表[4]。
- 1月6日
  - 中日ドラゴンズは、昨年引退した山本昌の引退試合を3月5日のオープン戦・対東京ヤクルトスワローズ（ナゴヤドーム）で行うことを発表[5]。
- 1月8日
  - 北海道日本ハムファイターズは、シアトル・マリナーズからFAのアンソニー・バスと契約を結んだことを発表。背番号は52[6]。
- 1月9日
  - 横浜DeNAベイスターズは、親会社変更5周年を記念しビジターユニホームを変更したことを発表[7]。
- 1月12日
  - 東京ヤクルトスワローズは、2016年のチームスローガンを『つばめ進化』としたことを発表[8]。
- 1月15日
  - 北海道日本ハムファイターズは、2016年のチームスローガンを『爆ぜる（はぜる）』としたことを発表[9]。
  - 埼玉西武ライオンズは、2016年シーズンよりユニホームをナイキ社製からマジェスティック社製に変更することを発表[10]。
  - 中日ドラゴンズは、前横浜DeNAベイスターズの多村仁志を育成選手として獲得したことを発表[11]。
- 1月18日
  - 阪神タイガースは、ラファエル・ドリスと契約を結んだことを発表[12]。
- 1月20日
  - 東北楽天ゴールデンイーグルスは、2016年のチームスローガンを『Smart & Spirit 2016 夢と感動』としたことを発表[13]。
- 1月22日
  - 読売ジャイアンツの本拠地・東京ドームが、創立80周年（前身の後楽園球場時代も含む）記念事業として、総事業費約50億円をかけたリニューアル工事を3年にわたって実施することを発表。なお、東京ドームが大規模な改修工事を行うのは1988年の開業以来初[14]。
- 1月24日
  - オリックス・バファローズは、2016年のチームスローガンを『俺のオリックス』としたことを発表[15]。合わせて、特別イベント「Bsオリ姫デー2016」・「Bsオリ達デー2016」・「Bsオリ姫＆オリ達デー2016」の開催とイベント限定で着用される特別ユニホームも発表[16]。
- 1月26日
  - 福岡ソフトバンクホークスは、2016年のチームスローガンを『熱男2016』としたことを発表[17]
- 1月29日
  - 東北楽天ゴールデンイーグルスは、ジェイク・ブリガム、ラダメス・リズ、ジャフェット・アマダーの3選手と契約したことを発表[18]。

### 2月
- 2月1日
  - 12球団キャンプイン[19]。
- 2月3日
  - 読売ジャイアンツと阪神タイガースは、共同プロジェクト「伝統の一戦 〜THE CLASSIC SERIES〜」を開催することを発表[20]。
- 2月10日
  - オリックス・バファローズは、前横浜DeNAベイスターズの大田阿斗里と育成選手契約を結んだことを発表[21]。
- 2月15日
  - 野球の日本代表「侍ジャパン」は、3月に行う台湾代表との強化試合に出場するメンバー26人を発表[22]。
- 2月21日
  - 千葉ロッテマリーンズのヤマイコ・ナバーロが拳銃の実包1発を所持していたことが発覚。銃刀法違反容疑で沖縄県警に逮捕される[23]。
- 2月22日
  - 東北楽天ゴールデンイーグルスは、ジョニー・ゴームスとの契約が合意したことを発表。背番号は3[24]。

### 3月
- 3月1日
  - 前福岡ソフトバンクホークスの松中信彦が現役引退を表明[25]。
- 3月8日
  - 読売ジャイアンツが東京都千代田区の読売新聞東京本社で緊急記者会見を開催し、投手の高木京介が野球賭博に関与していたことを発表[26]。この事態を受けて、巨人は高木京を当面の間謹慎処分にすると共に、野球賭博を禁じた野球協約に違反したとして、日本野球機構（NPB）ならびにNPBコミッショナーの熊﨑勝彦にも告訴することを表明[27]。さらに球団オーナーの白石興二郎、球団会長の桃井恒和、そして最高顧問の渡邉恒雄の球団最高首脳3名も今回の責任を取って引責辞任することを明らかにした[28]。

- 3月9日
  - 読売ジャイアンツは一連の野球賭博問題により引責辞任する白石興二郎球団オーナーの後任として、読売新聞グループ本社取締役最高顧問（読売新聞東京本社元社長）の老川祥一が球団オーナーに就任し、社外取締役として松田昇（弁護士、元預金保険機構理事長）を招聘し球団オーナー代行に就任させる人事を発表[29]。3月11日の球団臨時株主総会並びに臨時取締役会を経て、渡辺最高顧問・白石オーナー・桃井球団会長の引責辞任ならびに老川オーナー・松田オーナー代行の就任が正式決定した[30]。なお、巨人が球団幹部に読売新聞社ならびに読売グループに在籍したことがない人物、および巨人の球団OB以外の人物を起用するのは今回が初めて。
- 3月14日
  - 読売ジャイアンツは2012年から自チームの公式戦の勝敗に絡んで1軍選手の多数が現金のやりとりをしていたことが判明[31]。巨人によると選手が試合ごとに現金を出し合い、投手と野手に分かれて行われる試合前の円陣で「声出し」と呼ばれる発声を担当した選手が、試合に勝てば1人あたり5000円の「ご祝儀」を受け取り、負ければ全員に1000円ずつ払うルールで一度で最大14万円の現金が動いていた[32]。ちなみに、現在は『野球賭博と誤解される』としてこのような金銭のやり取りは、球団で禁止されている。
- 3月15日
  - 前日に発表された読売ジャイアンツの公式戦の勝敗にからむ金銭のやり取りの発覚を受け、巨人と同様のチーム内の金銭のやりとりが、阪神タイガース[33]・埼玉西武ライオンズ[34]でも存在していたことが発覚。なお、阪神・西武ともに今回の問題を受け、現在は禁止されている。一方、中日ドラゴンズは巨人のような金銭のやりとりはなかった上で、野手の一部選手が守備練習のシートノックにおいてミスした選手が一回のミスにつき数百円ほどの罰金を徴収し、それをまとめたものを愛知県内にある中日新聞グループ運営の児童養護施設に寄付したことがあると発表[35]。
- 3月16日
  - 巨人・阪神・西武で発覚した公式戦の勝敗にからむ金銭のやり取りの発覚を受け、福岡ソフトバンクホークスがチーム内で調査を行った結果、巨人などと同様の金銭授受があったことが発覚[36]。
- 3月17日
  - 巨人の公式戦の勝敗にからむ金銭のやり取りの発覚を受け、広島東洋カープ・千葉ロッテマリーンズ・東北楽天ゴールデンイーグルスの3球団でも、巨人と同様の公式戦の勝敗にからむ金銭のやり取りが発覚[37]。
- 3月20日
  - 一連の不適切な金銭授受問題について、新たに横浜DeNAベイスターズでも高校野球を使ったクジ・ミスを犯した選手への罰金などの金銭授受が発覚[38]。
- 3月22日
  - 日本野球機構（NPB）の調査委員会は、野球賭博に関与していたことが認定された読売ジャイアンツの高木京介に対し、同選手を1年間の失格処分とし、球団に500万円の制裁金を課す処分案を発表した[39]。その後、NPBの熊﨑勝彦コミッショナーは調査委員会案と同じ処分を正式に下す[40]。これを受けた読売巨人軍は高木京に対し即日、事実上の解雇となる「契約解除」を通達[41]。
  - 一連の不適切な金銭授受問題について、阪神[42]・ソフトバンク[43]・西武[44]のほか、新たに東京ヤクルトスワローズから去年夏の高校野球決勝を使って選手10人ほどが参加した賭け[45]など不適切な金銭問題が新たに公表された。
- 3月25日
  - セントラル・リーグ、パシフィック・リーグ公式戦（ペナントレース）開幕[46]。
- 3月28日
  - 読売ジャイアンツは育成選手の金伏ウーゴ、長谷川潤を支配下登録したことを発表。ウーゴの背番号は95、長谷川は96[47]。
- 3月30日
  - 読売ジャイアンツの村田修一が、史上64人目の通算300二塁打を達成[48]。
  - 横浜DeNAベイスターズは、北海道日本ハムファイターズの藤岡好明を金銭トレードで獲得したことを発表[49]。

### 4月
- 4月3日
  - 横浜DeNAベイスターズは、前広島東洋カープのマイク・ザガースキーを獲得[50]。
- 4月8日
  - 東京ヤクルトスワローズが、史上10球団目の通算4000勝を達成[51]。
- 4月9日
  - 福岡ソフトバンクホークスのリック・バンデンハークが日本デビューから11連勝。堀内恒夫以来50年ぶり[52]。
- 4月11日
  - 読売ジャイアンツの大累進と北海道日本ハムファイターズの乾真大が交換トレード[53]。
- 4月12日
  - オリックス・バファローズが、開幕から13試合連続本塁打なし。2リーグ制後ではワースト記録[54]。
- 4月13日
  - 福岡ソフトバンクホークスの柳田悠岐が、開幕から15試合連続四球（パ・リーグ最多記録）を達成[55]。
- 4月16日
  - 4月16日未明発生の熊本地震の余震の影響で、当日の福岡ソフトバンクホークス対東北楽天ゴールデンイーグルス第5回戦（ヤフオクドーム）が中止となった[56]。
  - 一連の熊本地震の影響により、読売ジャイアンツは4月19日・20日に熊本（藤崎台）、鹿児島（鴨池）で開催する予定であった中日ドラゴンズとの二連戦を中止することを発表[57][58]。なお、試合が行われる予定だった藤崎台県営野球場は、地震によりバックスクリーンの壁の一部がはがれ落ちたり[59]、内野観覧席の破損、外野グラウンドの隆起、照明灯の落下といった被害が確認されている[60]。
- 4月18日
  - 読売ジャイアンツは、サムエル・アダメスと育成選手契約を結んだことを発表[61]。
- 4月19日
  - 福岡ソフトバンクホークスの柳田悠岐が、開幕から18試合連続四球を達成し、王貞治のプロ野球記録（1970年・巨人）に並んだ[62]。
- 4月21日
  - 北海道日本ハムファイターズの栗山英樹監督が、監督通算300勝を達成[63]。
  - 読売ジャイアンツは、ホセ・アドリス・ガルシアと契約を結んだことを発表[64]。
- 4月23日
  - かつて読売ジャイアンツ（巨人）やロッテ・オリオンズでプレーし、1999年から5年間千葉ロッテマリーンズ監督も務めた山本功児がこの日、肝臓癌のため死去[65]。
- 4月26日
  - 広島東洋カープの新井貴浩が、対ヤクルト3回戦2回表にレフト線二塁打を放ち、NPB史上47人目となる通算2,000本安打を達成した[66]。
- 4月27日
  - 阪神タイガースは、育成選手の原口文仁を支配下登録したことを発表[67]。
- 4月29日
  - 読売ジャイアンツの一連の野球賭博問題に関連し、警視庁は元投手の笠原将生を、同じく元投手の福田聡志、高木京介に賭博のルールを教えたなどとして賭博開帳図利幇助容疑で、また福岡市中央区に住む38歳の元飲食店経営者（NPBが「野球賭博常習者」として認定）を賭博開帳図利容疑でそれぞれ逮捕した[68]。

### 5月
- 5月6日
  - 東北楽天ゴールデンイーグルスは、ジョニー・ゴームズ外野手との契約解除を発表。本人からの退団の申し入れによる。（同月13日、自由契約選手公示）[69]
- 5月10日
  - 福岡ソフトバンクホークスのリック・バンデンハークが、日本プロ野球新記録となるデビューから14連勝を達成[70]。
- 5月14日
  - 北海道日本ハムファイターズの宮西尚生が史上2人目、パ・リーグ史上初の通算200ホールドを達成[71]。
- 5月15日
  - 横浜DeNAベイスターズは、エリアン・エレラの獲得を発表[72]。
- 5月17日
  - 福岡ソフトバンクホークスのリック・バンデンハークがこの日行われたVS日本ハム戦において、5回7失点で敗戦投手となり、デビューからの連勝記録が14で止まった[73]。
  - 東京ヤクルトスワローズの新垣渚が史上3人目の100暴投を喫した[74]。
- 5月18日
  - 中日ドラゴンズの田島慎二が、セ・リーグ新記録の開幕25試合連続無失点を達成[75]。
- 5月28日
  - オリックス・バファローズの中島宏之が史上119人目の通算1500本安打を達成[76]。
- 5月29日
  - 埼玉西武ライオンズは、フェリペ・ポーリーノを獲得したことを発表[77]。

### 6月
- 6月2日
  - 福岡ソフトバンクホークスの今宮健太が史上38人目の通算200犠打。24歳での達成は史上最年少[78]。
- 6月3日
  - 埼玉西武ライオンズは、埼玉県と連携協定を結んだ[79]。
- 6月5日
  - 北海道日本ハムファイターズの大谷翔平が、対巨人戦の4回裏にプロ野球新記録の163km/hをマーク[80]。
- 6月8日
  - 東京ヤクルトスワローズの坂口智隆が史上283人目の通算1000本安打を達成[81]。
- 6月11日
  - 東北楽天ゴールデンイーグルスの金刃憲人が1球勝利。史上39人目[82]。
- 6月17日
  - 東京ヤクルトスワローズの山田哲人が史上15人目の1シーズン11球団から本塁打を達成。交流戦が18試合制になってからは史上初[83]。
- 6月18日
  - 広島東洋カープの鈴木誠也が、球団では32年ぶり2人目の2試合連続サヨナラ本塁打を達成[84]。
- 6月19日
  - 埼玉西武ライオンズの栗山巧が史上120人目の通算1500本安打を達成[85]。
- 6月25日
  - 読売ジャイアンツの村田修一が史上43人目の通算1000打点を達成[86]。
  - 阪神タイガースの福留孝介が史上6人目の日米通算2000本安打を達成[87]。
  - 東北楽天ゴールデンイーグルスの金刃憲人がプロ野球初の通算2度目、及びシーズン2度目の1球勝利。史上39人目（40度目）[88]。
- 6月30日
  - 福岡ソフトバンクホークスの内川聖一が史上67人目の通算300二塁打を達成[89]。

### 7月
- 7月1日
  - 福岡ソフトバンクホークスは、育成選手の石川柊太を支配下登録したことを発表[90]。
  - オリックス・バファローズは、育成選手の園部聡を支配下登録したことを発表[91]。
- 7月3日
  - 北海道日本ハムファイターズの大谷翔平が対ソフトバンク戦で「1番・投手」として先発出場し、試合開始直後の初球を先頭打者本塁打。投手による初回先頭打者本塁打は日本プロ野球史上初で、メジャーリーグにも例がない[92]。
  - プロ野球通算100万安打達成。
- 7月11日
  - 北海道日本ハムファイターズが、対オリックス・バファローズ戦で球団新記録の15連勝を達成[93]。
  - 東北楽天ゴールデンイーグルスは、フェリックス・ペレスと契約。球団初のキューバ出身選手となった[94]。
- 7月14日
  - フレッシュオールスターゲームが倉敷マスカットスタジアムで行われ、全イースタンが6対1で全ウェスタンに勝利。MVPは読売ジャイアンツの岡本和真[95]。
- 7月15日
  - 埼玉西武ライオンズは、アンディ・バンヘッケンに対して契約を解除する旨を通告[96]。
  - オールスターゲーム第1戦（福岡 ヤフオク!ドーム）は全セが5対4で全パに勝利。MVPは横浜DeNAベイスターズの筒香嘉智[97]。
- 7月16日
  - オールスターゲーム第2戦（横浜スタジアム）は、5対5の引き分け。MVPは北海道日本ハムファイターズの大谷翔平[98]。
- 7月17日
  - 東京ヤクルトスワローズの八木亮祐とオリックス・バファローズの近藤一樹が交換トレード[99]。
- 7月20日
  - 中日ドラゴンズの大島洋平が史上64人目、通算68度目となるサイクル安打を達成[100]。
- 7月21日
  - 東京ヤクルトスワローズは、ローガン・オンドルセクの退団を発表[101]。オンドルセクは6月26日の対中日第12回戦（神宮球場）の9回表登板後に同点に追いつかれたことに腹を立て、ベンチ内で暴れた末首脳陣に対して反抗的な態度を取ったとして翌27日に出場選手登録抹消、無期限の謹慎処分を受けていた[102]。
- 7月23日
  - 広島東洋カープの黒田博樹がこの日行われた阪神タイガース戦で勝利投手となり、日米通算200勝（日本121勝、米国79勝）を達成。日米を通じて200勝を達成したのは野茂英雄に次いで史上2人目[103]。
- 7月24日
  - 阪神タイガースの島本浩也が史上40人目（41度目）の1球勝利。プロ初勝利が1球勝利は球団初[104]。
- 7月27日
  - 北海道日本ハムファイターズの宮西尚生が、史上96人目となる通算500試合登板を達成[105]。
- 7月29日
  - 千葉ロッテマリーンズは、育成選手の大木貴将と柿沼友哉を支配下選手登録したことを発表[106]。
- 7月30日
  - 阪神タイガースの福留孝介がサイクル安打を達成。39歳3ヶ月での達成は史上最年長[107]。
- 7月31日
  - 横浜DeNAベイスターズの筒香嘉智が球団最多タイの月間31打点を記録[108]。

### 8月
- 8月1日
  - コリジョンルールの新基準が千葉ロッテマリーンズ対東北楽天ゴールデンイーグルス（QVCマリンフィールド）の1回裏で初めて適用される[109]。
- 8月2日
  - 広島東洋カープの新井貴浩が史上42人目の通算300本塁打を達成[110]。
- 8月5日
  - 横浜DeNAベイスターズの筒香嘉智が通算100本塁打を達成[111]。
- 8月6日
  - 中日ドラゴンズの岩瀬仁紀が史上3人目の通算900試合登板を達成[112]。
- 8月9日
  - 中日ドラゴンズは、一軍監督の谷繁元信の休養を発表。監督代行は森繁和が務める[113]。
  - 中日ドラゴンズの吉見一起が史上344人目の1000投球回を達成[114]。
  - 福岡ソフトバンクホークスの鶴岡慎也が史上478人目の通算1000試合出場[115]。
- 8月14日
  - 読売ジャイアンツの長野久義が史上284人目の通算1000本安打を達成[116]。
- 8月16日
  - 埼玉西武ライオンズの岸孝之が史上134人目の通算100勝、炭谷銀仁朗が史上481人目の通算1000試合出場をそれぞれ達成[117][118]。
- 8月18日
  - 読売ジャイアンツは、ホセ・アドリス・ガルシアに対して契約解除を通告[119]。
  - 埼玉西武ライオンズの渡辺直人が史上482人目の通算1000試合出場を達成[120]。
- 8月26日
  - 東北楽天ゴールデンイーグルスの今江敏晃が史上122人目の通算1500本安打を達成[121]。
- 8月27日
  - 東京ヤクルトスワローズの石川雅規が史上48人目の通算150勝を達成[122]。
  - 福岡ソフトバンクホークスの長谷川勇也が史上285人目の通算1000本安打を達成[123]。
- 8月28日
  - 福岡ソフトバンクホークスの五十嵐亮太が史上15人目の通算700試合登板を達成[124]。
  - 阪神タイガースの藤川球児が史上39人目の通算600試合登板を達成[125]。
- 8月31日
  - 千葉ロッテマリーンズのサブローが現役引退を表明[126]。

### 9月
- 9月1日
  - 千葉ロッテマリーンズの井口資仁が史上44人目の通算1000打点を本塁打で達成[127]。
- 9月6日
  - 埼玉西武ライオンズは、エルネスト・メヒアと3年契約を結んだことを発表[128]。
  - 東北楽天ゴールデンイーグルスの梨田昌孝が監督通算700勝を達成[129]。
- 9月10日
  - 広島が、25年ぶり通算7度目のセ・リーグ優勝を決める[130]。
- 9月13日
  - 北海道日本ハムファイターズの大谷翔平が、プロ野球最速の164km/hをマーク[131]。
- 9月14日
  - 埼玉西武ライオンズの岸孝之が、史上175人目の通算1500投球回を達成[132]。
- 9月16日
  - 福岡ソフトバンクホークスが、11回目のウェスタン・リーグ優勝を達成。5年連続は史上初[133]。
- 9月19日
  - 横浜DeNAベイスターズが球団史上初のクライマックスシリーズ進出を確定させる[134]。
- 9月20日
  - 横浜DeNAベイスターズの三浦大輔が現役引退を表明[135]。
  - 広島東洋カープは、倉義和と廣瀬純の現役引退を発表[136]。
- 9月21日
  - オリックス・バファローズは、小松聖の現役引退を発表[137]。
- 9月22日
  - オリックス・バファローズの中島宏之が対埼玉西武ライオンズ25回戦（京セラドーム大阪）の7回裏に本塁打を放ち、史上31人目となる全球団から本塁打を達成。大阪近鉄バファローズを含む13球団からは史上8人目[138]。
- 9月23日
  - 中日ドラゴンズの雄太と岩田慎司[139]、北海道日本ハムファイターズの武田勝[140]、阪神タイガースの福原忍[141]がそれぞれ現役引退を表明。
  - 読売ジャイアンツの坂本勇人が史上164人目の通算150号本塁打を達成[142]。
- 9月24日
  - 福岡ソフトバンクホークスのデニス・サファテが、パ・リーグ新記録となるシーズン42セーブ目を記録[143]。
- 9月26日
  - 東京ヤクルトスワローズは、森岡良介の現役引退を発表[144]。
- 9月27日
  - 埼玉西武ライオンズは、一軍監督の田辺徳雄の退任[145]及び岡本篤志の現役引退を発表[146]。
- 9月28日
  - 埼玉西武ライオンズVS北海道日本ハムファイターズ25回戦（西武ドーム）で日本ハムが西武を1-0で破り、4年ぶり通算7度目のパ・リーグ優勝を決める[147]。日本ハムは一時、当時首位だった福岡ソフトバンクホークスに最大11.5ゲーム差を付けられていたが[148]、それをひっくり返しての優勝となった[149]。
- 9月29日
  - 中日ドラゴンズは、一軍監督代行を務めたヘッドコーチの森繁和が新一軍監督に就任することを発表[150]。
  - 阪神タイガースの鶴岡一成が現役引退を表明[151]。
  - 東北楽天ゴールデンイーグルスは、川井貴志と栗原健太の現役引退を発表[152]。栗原は10月17日に楽天二軍打撃コーチに就任したことが発表された[153]。
  - 埼玉西武ライオンズは、一軍コーチの奈良原浩と二軍コーチの宮地克彦に対して来季の契約を結ばないことを通告[154]。
  - 広島東洋カープのブラッド・エルドレッドが史上278人目の通算100号本塁打を達成[155]。

### 10月
- 10月1日
  - 東京ヤクルトスワローズは、田川賢吾、寺田哲也、中元勇作、児山祐斗、木谷良平、新垣渚、田中雅彦、松井淳、川上竜平に戦力外通告したことを発表[156]。また投手コーチの成本年秀、バッテリーコーチの芹澤裕二に来季の契約を結ばないことを通告[157]。
  - 阪神タイガースは、筒井和也、小嶋達也、坂克彦、柴田講平、鶴直人、二神一人、岩本輝、一二三慎太、佐村・トラヴィス・幹久に戦力外通告したことを発表[158]。
  - 中日ドラゴンズは、西川健太郎、大場翔太、川崎貴弘、呉屋開斗、石垣幸大、多村仁志に戦力外通告したことを発表[159]。多村は現役引退を表明[160]。
  - 北海道日本ハムファイターズは、須永英輝、大塚豊に戦力外通告したことを発表[161]。
  - 千葉ロッテマリーンズは、伊藤義弘、木村優太、川満寛弥、吉原正平、香月良仁、青松慶侑に戦力外通告したことを発表[162]。
  - 埼玉西武ライオンズは、山口嵩之、中﨑雄太、宮田和希、木村昇吾、竹原直隆に戦力外通告したことを発表[163]。またバッテリーコーチの田口昌徳と二軍投手コーチ兼育成コーチの小野寺力の退団も発表した[164]。
  - 東北楽天ゴールデンイーグルスは、長谷部康平、金無英、山内壮馬、高堀和也、後藤光尊、岩﨑達郎、大坂谷啓生、榎本葵に戦力外通告したことを発表[165]。
  - オリックス・バファローズが公式戦全日程を終了し、チーム捕逸数0のプロ野球新記録[166]。
- 10月2日
  - 読売ジャイアンツは、矢貫俊之、ウーゴ、阿南徹、田原啓吾、髙橋慎之介、田中太一、芳川庸、小林大誠、長江翔太、北之園隆生に戦力外通告したことを発表[167]。また、土田瑞起、成瀬功亮、田中大輝、坂口真規、髙橋洸、青山誠に自由契約とすることを通告したことを発表[168]。
  - 横浜DeNAベイスターズは、久保裕也、安部建輝、山下峻、長田秀一郎、萬谷康平、内村賢介、柳田殖生、井手正太郎、渡邊雄貴に戦力外通告したことを発表[169]。
  - 北海道日本ハムファイターズは、ブランドン・レアードと新たに2017年シーズンから2年契約を結んだことを発表[170]。
  - 千葉ロッテマリーンズは、大松尚逸に戦力外通告したことを発表[171]。
  - オリックス・バファローズは、坂寄晴一、白仁田寛和、角屋龍太、森本将太、大田阿斗里、原拓也、中村一生に戦力外通告したことを発表[172]。また、打撃コーチの高橋慶彦と北川博敏に対して来季の契約を結ばないことを通告した[173]。
- 10月3日
  - 広島東洋カープは、久本祐一、中東直己に戦力外通告したことを発表[174]。
  - 埼玉西武ライオンズは、新一軍監督として今季中日の一軍作戦兼守備コーチを務めた辻発彦が就任したことを発表[175]。
- 10月4日
  - 読売ジャイアンツは、香月良太に戦力外通告したことを発表[176]。
  - 福岡ソフトバンクホークスは、坂田将人、河野大樹に戦力外通告したことを発表[177]。また、三軍内野守備走塁コーチの鈴木康友の退団も発表した[178]。
- 10月5日
  - 東北楽天ゴールデンイーグルスの今江敏晃が、史上186人目の通算1500試合出場を達成[179]。
- 10月6日
  - 東北楽天ゴールデンイーグルスは、二軍コーチの杉山賢人と草野大輔に対して来季の契約を結ばないことを通告[180]。
- 10月7日
  - 阪神タイガースは、昨年現役を引退して今季はフロント入りの傍らBCリーグの福井ミラクルエレファンツにコーチとして派遣されていた藤井彰人が二軍育成コーチに就任したことを発表[181]。
  - 東京ヤクルトスワローズは、田中浩康に戦力外通告したことを発表[182]。
  - 埼玉西武ライオンズは、星孝典に戦力外通告したことを発表[183]。
- 10月9日
  - クライマックス・パのファーストステージは、2位の福岡ソフトバンクホークスが3位の千葉ロッテマリーンズを4-1で下し、ファイナルシリーズ進出が決定[184]。
- 10月10日
  - クライマックス・セのファーストステージは、3位の横浜DeNAベイスターズが2位の読売ジャイアンツを4-3で下し、球団史上初のファイナルシリーズ進出が決定[185]。
- 10月11日
  - 元埼玉西武ライオンズの星孝典が現役を引退し、西武の二軍育成コーチに就任することを発表した[186]。
- 10月12日
  - 中日ドラゴンズは、今季西武の一軍内野守備走塁コーチを務めた奈良原浩が一軍内野守備走塁コーチに就任したことを発表[187]。
  - 東北楽天ゴールデンイーグルスは、一軍ヘッドコーチの仁村徹に対して来季の契約を結ばないことを通告[188]。
- 10月13日
  - 読売ジャイアンツの鈴木尚広が現役引退を表明[189]。同日、NPBより鈴木を任意引退選手とする公示が行われた[190]。
- 10月15日
  - クライマックス・セ ファイナルシリーズ第4戦で、広島東洋カープが横浜DeNAベイスターズを8-7で下し、1991年の対西武ライオンズ（当時）以来25年ぶり7度目の日本シリーズ進出が決定[191]。
- 10月16日
  - 横浜DeNAベイスターズは、現球団社長の池田純が退任し、新球団社長に元閣僚で横浜スタジアム社長の岡村信悟が就任することを発表した[192]。
  - クライマックス・パ ファイナルシリーズ第5戦で、北海道日本ハムファイターズが福岡ソフトバンクホークスを7-4で下し、4年ぶり7度目の日本シリーズ進出が決定。同試合で日本ハムの大谷翔平が165km/hをマークしプロ野球最速を更新[193]。
- 10月17日
  - 読売ジャイアンツは、加藤健に対して来季の契約を結ばないことを通告[194]。
  - 横浜DeNAベイスターズは、ヨスラン・エレラ、マイク・ブロードウェイ、ジェイミー・ロマックの3名に対して来季の契約を結ばないことを通告[195]。
- 10月18日
  - 広島東洋カープの黒田博樹が現役引退を表明[196]。
  - 東京ヤクルトスワローズは、古野正人に戦力外通告したことを発表[197]。
- 10月20日
  - プロ野球ドラフト会議 supported by リポビタンDがグランドプリンスホテル新高輪で行われる。
    - 明治大学の柳裕也は中日ドラゴンズ、横浜DeNAベイスターズの2球団が1位指名し、中日が交渉権を獲得。
    - 創価大学の田中正義は北海道日本ハムファイターズ、福岡ソフトバンクホークス、千葉ロッテマリーンズ、読売ジャイアンツ、広島東洋カープの5球団が1位指名し、ソフトバンクが交渉権を獲得。
    - 桜美林大学の佐々木千隼は北海道日本ハムファイターズ、千葉ロッテマリーンズ、広島東洋カープ、読売ジャイアンツ、横浜DeNAベイスターズの5球団が1位指名。2回目の指名で5球団の競合は史上初で、ロッテが交渉権を獲得。
- 10月21日
  - 阪神タイガースは、清水誉に戦力外通告したことを発表[198]。
- 10月22日
  - 福岡ソフトバンクホークスは、柳瀬明宏[199]、巽真悟[200]、猪本健太郎[201]、金子圭輔[202]、さらに育成の李杜軒、金子将太に戦力外通告したことを発表[203]。
- 10月23日
  - 広島東洋カープは、西原圭大に戦力外通告したことを発表[204]。
- 10月24日
  - 東北楽天ゴールデンイーグルスは10月23日付で、加藤正志、相原和友、相沢晋、伊東亮大、牧田明久、北川倫太郎に戦力外通告したことを発表。ただし伊東と北川については育成選手として再契約する方針[205]。
  - 福岡ソフトバンクホークスは、エディソン・バリオス、バーバロ・カニザレス[206]、細川亨[207]に対して来季の契約を結ばないことを通告[208]。
  - 沢村賞選考委員会は、今季の受賞者に広島のクリス・ジョンソンを選出したことを発表。外国人受賞者は1964年のジーン・バッキー（当時阪神）以来52年ぶり[209]。しかし選考委員長の堀内恒夫や選考委員の山田久志は「現状の選考基準に合わなくなってきた」として来年度から選考基準を見直す考えを明らかにした[210]。
- 10月25日
  - オリックス・バファローズは、佐藤峻一、齋藤俊雄、田中大輔、堤裕貴に戦力外通告したことを発表[211]。
- 10月28日
  - 福岡ソフトバンクホークスは、野手総合巡回コーチの関川浩一を解任したと発表。
  - 中日ドラゴンズは、浜田智博、山本雅士、育成の中川誠也に戦力外通告したことを発表。ただし浜田と山本は育成選手として再契約する方針[212]。また球団代表の西山和夫はフアン・ハイメ、ドリュー・ネイラー、レイソン・セプティモ、アンダーソン・エルナンデス、リカルド・ナニータの5名について来季の契約を結ばないことを明らかにした[213]。
- 10月29日
  - 中日ドラゴンズは、濱田達郎に戦力外通告したことを発表。ただし育成選手として再契約する方針[214]。
  - 東北楽天ゴールデンイーグルスは、横山貴明と川本良平に戦力外通告したことを発表[215]。
  - SMBC日本シリーズ2016第6戦で、北海道日本ハムファイターズが10-4で広島東洋カープを破り、対戦成績を4勝2敗として10年ぶり3度目の日本一を達成した[216]。MVPはブランドン・レアード[217]。
- 10月30日
  - 北海道日本ハムファイターズは、須永英輝、大塚豊、米野智人、荒張裕司の現役引退を発表。また米野は現役引退と同時に兼務していた二軍バッテリーコーチ補佐も退いた[218]。
  - 広島東洋カープは、今季限りで現役を引退する黒田博樹の背番号「15」について、日米3チーム（広島カープ、ロサンゼルス・ドジャース、ニューヨーク・ヤンキース）での活躍及び広島球団に対する永年の功績などを讃えて永久欠番とする方針を固めた[219]。
- 10月31日
  - 北海道日本ハムファイターズは、金平将至に戦力外通告したことを発表[220]。
  - 福岡ソフトバンクホークスは、広島監督、中日コーチを務めた経験を持つ野球評論家の達川光男がヘッドコーチに就任したことを発表[221]。

### 11月
- 11月1日
  - 埼玉西武ライオンズは、フェリペ・ポーリーノ、エスメルリング・バスケス、李振昌（C.C.リー）に対して来季の契約を結ばず、ウェーバー公示の手続きを行ったことを発表[222]。
- 11月2日
  - 読売ジャイアンツの大田泰示、公文克彦と北海道日本ハムファイターズの吉川光夫、石川慎吾の2対2の交換トレードが成立したことを両球団が発表[223]。
  - 北海道日本ハムファイターズは、一軍監督の栗山英樹の続投を正式発表[224]。
- 11月3日
  - 埼玉西武ライオンズの岸孝之が海外FAを行使することを表明[225]。
  - 読売ジャイアンツは以下の選手の背番号を変更。桜井俊貴の背番号が21から36、中井大介が36から61、和田恋が61から67[226]。
- 11月4日
  - 福岡ソフトバンクホークスの森福允彦がFAを行使することを表明[227]。
- 11月7日
  - オリックス・バファローズの糸井嘉男[228]と北海道日本ハムファイターズの陽岱鋼[229]がFAを行使することを表明。
- 11月8日
  - 横浜DeNAベイスターズの山口俊がFAを行使することを表明[230]。
- 11月10日
  - 埼玉西武ライオンズの栗山巧がFAを行使し残留[231]。また、ブライアン・ウルフの残留と背番号を69から54に変更することと[232]、ブライアン・シュリッターの獲得も発表した。背番号は47[233]。
- 11月14日
  - 横浜DeNAベイスターズは、東京ヤクルトスワローズを戦力外となった田中浩康と選手契約を結んだことを発表[234]。
- 11月15日
  - 北海道日本ハムファイターズは、アンソニー・バースの退団を発表[235]。
  - 阪神タイガースは、マウロ・ゴメス、コーディ・サターホワイト、マット・ヘイグ、ネルソン・ペレスの4名に対して来季の契約を結ばないことを通告[236]。また、西田直斗と育成選手契約を結んだことを発表した。背番号は133[237]。
  - 東京ヤクルトスワローズは、ディーン・グリーンの獲得を発表。背番号は40[238]。
- 11月16日
  - 東北楽天ゴールデンイーグルスは、福岡ソフトバンクホークスを戦力外となった細川亨と選手契約の合意に達したことを発表。背番号は68[239]。
- 11月17日
  - 今季の正力松太郎賞の受賞者に、北海道日本ハムファイターズ一軍監督の栗山英樹を選出したことを発表[240]。
  - 千葉ロッテマリーンズは、ヤマイコ・ナバーロに対して来季の契約を結ばないことを通告[241]。
  - 阪神タイガースは以下の選手の背番号の変更を発表。藤川球児の背番号が18から22、上本博紀が4から00、秋山拓巳が27から46、小宮山慎二が39から59[242]。
  - 東北楽天ゴールデンイーグルスは岡島豪郎の背番号が27から4への変更[243]、また今江敏晃の登録名を「今江年晶」、哲朗の登録名を本名の「西田哲朗」に変更することを発表[244]。
- 11月18日
  - 北海道日本ハムファイターズは、前クリーブランド・インディアンスの村田透の獲得を発表[245]。
  - 埼玉西武ライオンズは以下の選手の背番号の変更を発表。浅村栄斗が32から3、永江恭平が59から32[246]。また西武から戦力外の木村昇吾と育成選手契約を結んだことも発表した。背番号は121[247]。
  - 埼玉西武ライオンズからFA宣言していた岸孝之が、東北楽天ゴールデンイーグルスに入団することを発表。4年契約で出来高を含めて20億円で契約。背番号は西武時代と同様11に決定[248]。岸の入団に伴い、塩見貴洋の背番号は17に変更となる[249]。
  - 阪神タイガースは、福岡ソフトバンクホークスを戦力外となった柳瀬明宏と選手契約を結んだことを発表。背番号は66[250]。
- 11月19日
  - 千葉ロッテマリーンズから戦力外の伊藤義弘が現役引退を表明[251]。
  - 東北楽天ゴールデンイーグルスは、ジェイク・ブリガム、ラダメス・リズ、フェリックス・ペレスの3名に対して来季の契約を結ばないことを通告[252]。また塩見貴洋の背番号を11から17に変更することを発表した[253]。
  - 阪神タイガースは、2017年のチームスローガンを『挑む Tigers Change』としたことを発表[254]。
- 11月20日
  - 阪神タイガースは、ロマン・メンデスとの契約が合意したことを発表[255]。
  - 東京ヤクルトスワローズから戦力外となった古野正人が育成選手として再契約。背番号は118[256]。
- 11月21日
  - 東京ヤクルトスワローズは、プレストン・ギルメットの獲得を発表。背番号は61[257]。
  - 阪神タイガースは、オリックス・バファローズからFA宣言していた糸井嘉男と契約したことを発表[258]。
  - 北海道日本ハムファイターズは、谷元圭介の背番号を48から22に変更すると発表[259]。
- 11月22日
  - 阪神タイガースの西岡剛の背番号を、7から5に変更[260]。
- 11月23日
  - 東京ヤクルトスワローズは、ウラディミール・バレンティンと1年契約を結んだことを発表[261]。
  - 広島東洋カープは、エクトル・ルナ、スティーブ・デラバー、ジェイソン・プライディの3名に対して来季の契約を結ばないことを通告[262]。また、2017年のチームスローガンを『カ舞吼！-Kabuku-』とした[263]。
- 11月24日
  - オリックス・バファローズは、ステフェン・ロメロの獲得を発表[264]。
- 11月25日
  - 千葉ロッテマリーンズの中村奨吾の背番号を、23から8に変更[265]。
  - 東京ヤクルトスワローズは、東北楽天ゴールデンイーグルスを戦力外になった榎本葵を獲得したことを発表。背番号は64[266]。
  - 中日ドラゴンズは、東北楽天ゴールデンイーグルスを戦力外になった岩﨑達郎と育成選手契約を結んだことを発表[267]。
  - ベストナイン受賞者を発表。大谷翔平が投手部門と指名打者部門と史上初の二刀流受賞[268]。
- 11月26日
  - 中日ドラゴンズは、アレックス・ゲレーロの獲得を発表。背番号は42[269]。
- 11月29日
  - 福岡ソフトバンクホークスは、カイル・ジェンセンの獲得を発表。背番号は27[270]。
- 11月30日
  - オリックス・バファローズは、戦力外通告していた角屋龍太と育成選手契約したことを発表。背番号は123[271]。

### 12月
- 12月2日
  - 読売ジャイアンツは、スコット・マシソンとギャレット・ジョーンズとの来季の契約を更新した一方、アーロン・ポレダとレスリー・アンダーソンを自由契約選手にしたことを発表[272]。
  - 横浜DeNAベイスターズは、マイク・ザガースキーに対して来季の契約を結ばないことを通告[273]。
  - 阪神タイガースは、エリック・キャンベルと選手契約したことを発表。背番号は29[274]。
  - 福岡ソフトバンクホークスは、戦力外通告していた坂田将人と育成選手契約したことを発表。また吉本祥二、川原弘之、伊藤祐介、伊藤大智郎、東方伸友、曽根海成の6名について再度育成選手として契約したことを発表[275]。
- 12月4日
  - 読売ジャイアンツの小山雄輝と東北楽天ゴールデンイーグルスの柿澤貴裕の交換トレードが成立したことを両球団が発表[276]。
- 12月5日
  - 読売ジャイアンツは、横浜DeNAベイスターズからFA宣言していた山口俊と、福岡ソフトバンクホークスからFA宣言していた森福允彦の入団を発表。背番号は山口が42、森福が13[277]。
  - 福岡ソフトバンクホークスの拓也が契約更改終了後に来季から登録名を本名の「甲斐拓也」に戻すことを発表[278]。
- 12月8日
  - 千葉ロッテマリーンズは以下2選手の背番号変更を発表。大嶺祐太が11から30、伊志嶺翔大が5から38[279]。
- 12月12日
  - オリックス・バファローズは以下4選手の背番号変更を発表。佐野皓大が12から64、塚原頌平が59から28、園部聡が00から44、西野真弘が39から5[280]。
  - 東京ヤクルトスワローズの荒木貴裕の背番号24を10に変更[281]。
- 12月13日
  - オリックス・バファローズは、フィル・コーク、ゴンザレス・ヘルメン、マット・ウェストの獲得を発表。背番号はコークが25、ヘルメンが42、ウェストが29。また併せてブランドン・ディクソンとブレント・モレルの残留も発表した[282]。
- 12月14日
  - 福岡ソフトバンクホークスは以下の選手の背番号変更を発表。明石健志が36から8、牧原大成が69から36[283]。
  - 埼玉西武ライオンズは、フランク・ガルセスの獲得を発表。背番号は59[284]。
- 12月15日
  - 千葉ロッテマリーンズの荻野貴司の背番号4を0に変更[285]。
- 12月17日
  - 読売ジャイアンツは、アルキメデス・カミネロの獲得を発表。背番号は44[286]。
- 12月18日
  - 広島東洋カープは、ライアン・ブレイシアの獲得を発表。背番号は70[287]。
  - 2016アジアウインターベースボールリーグ決勝で、NPBウエスタン選抜が6-1でNPBイースタン選抜に勝利し、優勝を果たす[288]。最優秀打者賞にオリックス・バファローズの吉田正尚が、最優秀投手賞に阪神タイガースの青柳晃洋が選ばれる[289]。
- 12月19日
  - 北海道日本ハムファイターズからFA宣言していた陽岱鋼が読売ジャイアンツへの入団を発表。総額15億円の5年契約で背番号は2[290]。
  - 千葉ロッテマリーンズはアルフレド・デスパイネについて、キューバ政府との残留交渉が難航したため来季の契約更新を断念したことを発表[291]。また、角中勝也の背番号61を3に変更することも発表した[292]。
  - 横浜DeNAベイスターズは、フィル・クラインを獲得した一方、ギジェルモ・モスコーソとザック・ペトリックの退団を発表[293]。
  - 東京ヤクルトスワローズは、デービッド・ブキャナンの獲得を発表。背番号は28[294]。
- 12月20日
  - 福岡ソフトバンクホークスは、2017年シーズンのチームスローガンを『1（ワン）ダホー!』としたことを発表[295]。
  - 中日ドラゴンズは、ゼネラルマネージャーの落合博満が2017年1月31日の任期満了をもって退団すると発表[296]。
- 12月21日
  - 北海道日本ハムファイターズは、斎藤佑樹の背番号を18から1、岡大海の背番号を31から18に変更すると同時に、新たに入団する村田透の背番号を31にすると発表[297]。
  - 埼玉西武ライオンズは、アレクシス・キャンデラリオの獲得を発表。背番号は68[298]。
- 12月22日
  - 福岡ソフトバンクホークスの松田宣浩の背番号5を3に変更[299]。
- 12月24日
  - 東北楽天ゴールデンイーグルスから戦力外通告され、自由契約選手となっていた後藤光尊が現役引退を表明。今後は楽天の球団職員に[300]。
- 12月26日
  - 東北楽天ゴールデンイーグルスは、カルロス・ペゲーロの背番号を71から54に変更すると発表[301]。
- 12月27日
  - 東京ヤクルトスワローズは、ロス・オーレンドルフの獲得を発表。背番号は34[302]。
- 12月28日
  - 広島東洋カープの赤松真人が緊急記者会見を行い、初期の胃がんで1月上旬に手術を行うことを公表[303]。
  - 中日ドラゴンズは、一旦自由契約としたジョーダン・ノルベルトと再契約したことを発表[304]。

## 競技結果

### セントラル・リーグ
| 順位 | 球団                   | 勝 | 敗 | 分 | 勝率 | 差   |
| 1位  | 広島東洋カープ         | 89 | 52 | 2  | .631 | 優勝 |
| 2位  | 読売ジャイアンツ       | 71 | 69 | 3  | .507 | 17.5 |
| 3位  | 横浜DeNAベイスターズ   | 69 | 71 | 3  | .493 | 19.5 |
| 4位  | 阪神タイガース         | 64 | 76 | 3  | .457 | 24.5 |
| 5位  | 東京ヤクルトスワローズ | 64 | 78 | 1  | .451 | 25.5 |
| 6位  | 中日ドラゴンズ         | 58 | 82 | 3  | .414 | 30.5 |

| 球 団                  | 得 点 | 安 打 | 本 塁 打 | 打 点 | 盗 塁 | 犠 打 | 三 振 | 打 率 | 出 塁 率 |
| 広島東洋カープ         | 684   | 1338  | 153      | 649   | 118   | 91    | 1063  | .272  | .343     |
| 読売ジャイアンツ       | 519   | 1203  | 128      | 497   | 62    | 112   | 961   | .251  | .310     |
| 横浜DeNAベイスターズ   | 572   | 1205  | 140      | 548   | 67    | 81    | 1049  | .249  | .343     |
| 阪神タイガース         | 506   | 1171  | 90       | 475   | 59    | 88    | 1149  | .244  | .312     |
| 東京ヤクルトスワローズ | 594   | 1234  | 113      | 565   | 82    | 85    | 907   | .256  | .331     |
| 中日ドラゴンズ         | 500   | 1180  | 89       | 473   | 60    | 108   | 1001  | .245  | .312     |

| 球 団                  | 完 投 | 完 封 | セ ｜ ブ | ホ ｜ ル ド | 被 安 打 | 被 本 塁 打 | 与 四 球 | 奪 三 振 | 防 御 率 |
| 広島東洋カープ         | 7     | 5     | 37       | 99          | 1194     | 101         | 418      | 966      | 3.20     |
| 読売ジャイアンツ       | 8     | 3     | 41       | 92          | 1248     | 119         | 395      | 1061     | 3.45     |
| 横浜DeNAベイスターズ   | 9     | 2     | 35       | 97          | 1253     | 143         | 419      | 1059     | 3.76     |
| 阪神タイガース         | 8     | 5     | 31       | 81          | 1139     | 100         | 498      | 1166     | 3.38     |
| 東京ヤクルトスワローズ | 7     | 2     | 31       | 70          | 1333     | 147         | 476      | 872      | 4.73     |
| 中日ドラゴンズ         | 8     | 1     | 25       | 91          | 1222     | 115         | 469      | 980      | 3.65     |

### パシフィック・リーグ
| 順位 | 球団                         | 勝 | 敗 | 分 | 勝率 | 差   |
| 1位  | 北海道日本ハムファイターズ   | 87 | 53 | 3  | .621 | 優勝 |
| 2位  | 福岡ソフトバンクホークス     | 83 | 54 | 6  | .606 | 2.5  |
| 3位  | 千葉ロッテマリーンズ         | 72 | 68 | 3  | .514 | 15.0 |
| 4位  | 埼玉西武ライオンズ           | 64 | 76 | 3  | .457 | 23.0 |
| 5位  | 東北楽天ゴールデンイーグルス | 62 | 78 | 3  | .443 | 25.0 |
| 6位  | オリックス・バファローズ     | 57 | 83 | 3  | .407 | 30.0 |

| 球 団                        | 得 点 | 安 打 | 本 塁 打 | 打 点 | 盗 塁 | 犠 打 | 三 振 | 打 率 | 出 塁 率 |
| 北海道日本ハムファイターズ   | 619   | 1277  | 121      | 585   | 132   | 178   | 1076  | .266  | .340     |
| 福岡ソフトバンクホークス     | 637   | 1240  | 114      | 609   | 107   | 148   | 956   | .261  | .341     |
| 千葉ロッテマリーンズ         | 583   | 1230  | 80       | 559   | 77    | 120   | 964   | .256  | .326     |
| 埼玉西武ライオンズ           | 619   | 1287  | 128      | 591   | 97    | 80    | 1071  | .264  | .335     |
| 東北楽天ゴールデンイーグルス | 544   | 1234  | 101      | 518   | 56    | 122   | 952   | .257  | .324     |
| オリックス・バファローズ     | 499   | 1199  | 84       | 475   | 104   | 152   | 910   | .253  | .317     |

| 球 団                        | 完 投 | 完 封 | セ ｜ ブ | ホ ｜ ル ド | 被 安 打 | 被 本 塁 打 | 与 四 球 | 奪 三 振 | 防 御 率 |
| 北海道日本ハムファイターズ   | 9     | 4     | 42       | 120         | 1129     | 89          | 455      | 1004     | 3.06     |
| 福岡ソフトバンクホークス     | 7     | 3     | 46       | 89          | 1114     | 126         | 401      | 1158     | 3.09     |
| 千葉ロッテマリーンズ         | 12    | 4     | 36       | 97          | 1308     | 104         | 428      | 855      | 3.66     |
| 埼玉西武ライオンズ           | 8     | 3     | 31       | 66          | 1249     | 78          | 524      | 956      | 3.85     |
| 東北楽天ゴールデンイーグルス | 3     | 1     | 30       | 87          | 1324     | 106         | 452      | 1026     | 4.11     |
| オリックス・バファローズ     | 7     | 2     | 34       | 82          | 1285     | 113         | 521      | 956      | 4.18     |

### セ・パ交流戦
| 順位 | 球団                         | 勝 | 敗 | 分 | 勝率 | 差   |
| 1位  | 福岡ソフトバンクホークス     | 13 | 4  | 1  | .765 | 優勝 |
| 2位  | 千葉ロッテマリーンズ         | 12 | 6  | 0  | .667 | 1.5  |
| 3位  | 広島東洋カープ               | 11 | 6  | 1  | .647 | 2.0  |
| 4位  | 東北楽天ゴールデンイーグルス | 11 | 7  | 0  | .611 | 2.5  |
| 5位  | 北海道日本ハムファイターズ   | 10 | 8  | 0  | .556 | 3.5  |
| 6位  | 埼玉西武ライオンズ           | 9  | 9  | 0  | .500 | 4.5  |
| 7位  | 読売ジャイアンツ             | 9  | 9  | 0  | .500 | 4.5  |
| 8位  | 中日ドラゴンズ               | 7  | 11 | 0  | .389 | 6.5  |
| 9位  | 横浜DeNAベイスターズ         | 7  | 11 | 0  | .389 | 6.5  |
| 10位 | 阪神タイガース               | 7  | 11 | 0  | .389 | 6.5  |
| 11位 | 東京ヤクルトスワローズ       | 6  | 12 | 0  | .333 | 7.5  |
| 12位 | オリックス・バファローズ     | 5  | 13 | 0  | .278 | 8.5  |

### クライマックスシリーズ

#### ファーストステージ
| 日付                       | 試合  | ビジター球団（先攻） | スコア | ホーム球団（後攻） | 開催球場   |
| 10月8日（土）              | 第1戦 | 横浜DeNAベイスターズ | 5 - 3  | 読売ジャイアンツ   | 東京ドーム |
| 10月9日（日）              | 第2戦 | 横浜DeNAベイスターズ | 1 - 2  | 読売ジャイアンツ   | 東京ドーム |
| 10月10日（月）             | 第3戦 | 横浜DeNAベイスターズ | 4 - 3  | 読売ジャイアンツ   | 東京ドーム |
| 勝者：横浜DeNAベイスターズ |       |                      |        |                    |            |

| 日付                           | 試合  | ビジター球団（先攻） | スコア | ホーム球団（後攻）       | 開催球場             |
| 10月8日（土）                  | 第1戦 | 千葉ロッテマリーンズ | 3 - 4  | 福岡ソフトバンクホークス | 福岡 ヤフオク!ドーム |
| 10月9日（日）                  | 第2戦 | 千葉ロッテマリーンズ | 1 - 4  | 福岡ソフトバンクホークス | 福岡 ヤフオク!ドーム |
| 勝者：福岡ソフトバンクホークス |       |                      |        |                          |                      |

#### ファイナルステージ
| 日付                 | 試合           | ビジター球団（先攻） | スコア | ホーム球団（後攻） | 開催球場                       |
| アドバンテージ       | アドバンテージ | 横浜DeNAベイスターズ |        | 広島東洋カープ     |                                |
| 10月12日（水）       | 第1戦          | 横浜DeNAベイスターズ | 0 - 5  | 広島東洋カープ     | MAZDA Zoom-Zoom スタジアム広島 |
| 10月13日（木）       | 第2戦          | 横浜DeNAベイスターズ | 0 - 3  | 広島東洋カープ     | MAZDA Zoom-Zoom スタジアム広島 |
| 10月14日（金）       | 第3戦          | 横浜DeNAベイスターズ | 3 - 0  | 広島東洋カープ     | MAZDA Zoom-Zoom スタジアム広島 |
| 10月15日（土）       | 第4戦          | 横浜DeNAベイスターズ | 7 - 8  | 広島東洋カープ     | MAZDA Zoom-Zoom スタジアム広島 |
| 勝者：広島東洋カープ |                |                      |        |                    |                                |

| 日付                             | 試合           | ビジター球団（先攻）     | スコア | ホーム球団（後攻）         | 開催球場   |
| アドバンテージ                   | アドバンテージ | 福岡ソフトバンクホークス |        | 北海道日本ハムファイターズ |            |
| 10月12日（水）                   | 第1戦          | 福岡ソフトバンクホークス | 0 - 6  | 北海道日本ハムファイターズ | 札幌ドーム |
| 10月13日（木）                   | 第2戦          | 福岡ソフトバンクホークス | 6 - 4  | 北海道日本ハムファイターズ | 札幌ドーム |
| 10月14日（金）                   | 第3戦          | 福岡ソフトバンクホークス | 1 - 4  | 北海道日本ハムファイターズ | 札幌ドーム |
| 10月15日（土）                   | 第4戦          | 福岡ソフトバンクホークス | 5 - 2  | 北海道日本ハムファイターズ | 札幌ドーム |
| 10月16日（日）                   | 第5戦          | 福岡ソフトバンクホークス | 4 - 7  | 北海道日本ハムファイターズ | 札幌ドーム |
| 勝者：北海道日本ハムファイターズ |                |                          |        |                            |            |

### 日本シリーズ
| 日付                                              | 試合   | ビジター球団（先攻）       | スコア | ホーム球団（後攻）         | 開催球場                       |
| ------------------------------------------------- | ------ | -------------------------- | ------ | -------------------------- | ------------------------------ |
| 10月22日（土）                                    | 第1戦  | 北海道日本ハムファイターズ | 1 - 5  | 広島東洋カープ             | MAZDA Zoom-Zoom スタジアム広島 |
| 10月23日（日）                                    | 第2戦  | 北海道日本ハムファイターズ | 1 - 5  | 広島東洋カープ             | MAZDA Zoom-Zoom スタジアム広島 |
| 10月24日（月）                                    | 移動日 | 移動日                     | 移動日 | 移動日                     | 移動日                         |
| 10月25日（火）                                    | 第3戦  | 広島東洋カープ             | 3 - 4x | 北海道日本ハムファイターズ | 札幌ドーム                     |
| 10月26日（水）                                    | 第4戦  | 広島東洋カープ             | 1 - 3  | 北海道日本ハムファイターズ | 札幌ドーム                     |
| 10月27日（木）                                    | 第5戦  | 広島東洋カープ             | 1 - 5x | 北海道日本ハムファイターズ | 札幌ドーム                     |
| 10月28日（金）                                    | 移動日 | 移動日                     | 移動日 | 移動日                     | 移動日                         |
| 10月29日（土）                                    | 第6戦  | 北海道日本ハムファイターズ | 10 - 4 | 広島東洋カープ             | MAZDA Zoom-Zoomスタジアム広島  |
| 優勝：北海道日本ハムファイターズ（10年ぶり3回目） |        |                            |        |                            |                                |

### 個人タイトル
|                  | セントラル・リーグ | セントラル・リーグ | セントラル・リーグ | パシフィック・リーグ | パシフィック・リーグ | パシフィック・リーグ |
| タイトル         | 選手               | 球団               | 成績               | 選手                 | 球団                 | 成績                 |
| ---------------- | ------------------ | ------------------ | ------------------ | -------------------- | -------------------- | -------------------- |
| 最優秀選手       | 新井貴浩           | 広島               |                    | 大谷翔平             | 日本ハム             |                      |
| 最優秀新人       | 髙山俊             | 阪神               |                    | 高梨裕稔             | 日本ハム             |                      |
| 首位打者         | 坂本勇人           | 巨人               | .344               | 角中勝也             | ロッテ               | .339                 |
| 本塁打王         | 筒香嘉智           | DeNA               | 44本               | B.レアード           | 日本ハム             | 39本                 |
| 打点王           | 筒香嘉智           | DeNA               | 110点              | 中田翔               | 日本ハム             | 110点                |
| 最多安打         | 菊池涼介           | 広島               | 181本              | 角中勝也             | ロッテ               | 177本                |
| 盗塁王           | 山田哲人           | ヤクルト           | 30個               | 糸井嘉男             | オリックス           | 53個                 |
| 盗塁王           | 山田哲人           | ヤクルト           | 30個               | 金子侑司             | 西武                 | 53個                 |
| 最高出塁率       | 坂本勇人           | 巨人               | .433               | 柳田悠岐             | ソフトバンク         | .446                 |
| 最優秀防御率     | 菅野智之           | 巨人               | 2.01               | 石川歩               | ロッテ               | 2.16                 |
| 最多勝利         | 野村祐輔           | 広島               | 16勝               | 和田毅               | ソフトバンク         | 15勝                 |
| 最多奪三振       | 菅野智之           | 巨人               | 189個              | 則本昂大             | 楽天                 | 216個                |
| 最高勝率         | 野村祐輔           | 広島               | .842               | 和田毅               | ソフトバンク         | .750                 |
| 最多セーブ投手   | 澤村拓一           | 巨人               | 37S                | D.サファテ           | ソフトバンク         | 43S                  |
| 最優秀中継ぎ投手 | S.マシソン         | 巨人               | 49HP               | 宮西尚生             | 日本ハム             | 42HP                 |

### 月間MVP
日本生命月間MVP賞|2016年表彰選手 | NPB.jp 日本野球機構を参照。
|        | セントラル・リーグ | セントラル・リーグ | セントラル・リーグ | セントラル・リーグ | パシフィック・リーグ | パシフィック・リーグ | パシフィック・リーグ | パシフィック・リーグ |
|        | 投手               | 球団               | 野手               | 球団               | 投手                 | 球団                 | 野手                 | 球団                 |
| ------ | ------------------ | ------------------ | ------------------ | ------------------ | -------------------- | -------------------- | -------------------- | -------------------- |
| 3・4月 | 菅野智之           | 巨人               | D.ビシエド         | 中日               | 涌井秀章             | ロッテ               | E.メヒア             | 西武                 |
| 5月    | 石田健大           | DeNA               | 原口文仁           | 阪神               | D.サファテ           | ソフトバンク         | B.レアード           | 日本ハム             |
| 6月    | 野村祐輔           | 広島               | 山田哲人           | ヤクルト           | 大谷翔平             | 日本ハム             | 田村龍弘             | ロッテ               |
| 7月    | 田口麗斗           | 巨人               | 筒香嘉智           | DeNA               | 有原航平             | 日本ハム             | 安達了一             | オリックス           |
| 8月    | 小川泰弘           | ヤクルト           | 菊池涼介           | 広島               | 松井裕樹             | 楽天                 | 浅村栄斗             | 西武                 |
| 9月    | 岩貞祐太           | 阪神               | J.ロペス           | DeNA               | 増井浩俊             | 日本ハム             | 内川聖一             | ソフトバンク         |

### ベストナイン
2016年11月25日発表
|          | セントラル・リーグ | セントラル・リーグ | パシフィック・リーグ | パシフィック・リーグ |
| 守備位置 | 選手               | 球団               | 選手                 | 球団                 |
| -------- | ------------------ | ------------------ | -------------------- | -------------------- |
| 投手     | 野村祐輔           | 広島               | 大谷翔平             | 日本ハム             |
| 捕手     | 石原慶幸           | 広島               | 田村龍弘             | ロッテ               |
| 一塁手   | 新井貴浩           | 広島               | 中田翔               | 日本ハム             |
| 二塁手   | 山田哲人           | ヤクルト           | 浅村栄斗             | 西武                 |
| 三塁手   | 村田修一           | 巨人               | B.レアード           | 日本ハム             |
| 遊撃手   | 坂本勇人           | 巨人               | 鈴木大地             | ロッテ               |
| 外野手   | 鈴木誠也           | 広島               | 角中勝也             | ロッテ               |
| 外野手   | 筒香嘉智           | DeNA               | 糸井嘉男             | オリックス           |
| 外野手   | 丸佳浩             | 広島               | 西川遥輝             | 日本ハム             |
| 指名打者 |                    |                    | 大谷翔平             | 日本ハム             |

### ゴールデングラブ賞
2016年11月8日発表。
|          | セントラル・リーグ | セントラル・リーグ | パシフィック・リーグ | パシフィック・リーグ |
| 守備位置 | 選手               | 球団               | 選手                 | 球団                 |
| -------- | ------------------ | ------------------ | -------------------- | -------------------- |
| 投手     | 菅野智之           | 巨人               | 涌井秀章             | ロッテ               |
| 捕手     | 石原慶幸           | 広島               | 大野奨太             | 日本ハム             |
| 一塁手   | J.ロペス           | DeNA               | 中田翔               | 日本ハム             |
| 二塁手   | 菊池涼介           | 広島               | 藤田一也             | 楽天                 |
| 三塁手   | 村田修一           | 巨人               | 松田宣浩             | ソフトバンク         |
| 遊撃手   | 坂本勇人           | 巨人               | 今宮健太             | ソフトバンク         |
| 外野手   | 丸佳浩             | 広島               | 秋山翔吾             | 西武                 |
| 外野手   | 大島洋平           | 中日               | 陽岱鋼               | 日本ハム             |
| 外野手   | 鈴木誠也           | 広島               | 糸井嘉男             | オリックス           |

### ファーム
- ファーム日本選手権（10月1日、KIRISHIMAサンマリンスタジアム宮崎）[309]
  - 読売ジャイアンツ（イースタン・リーグ覇者、21年ぶり8度目） 6-2 福岡ソフトバンクホークス（ウエスタン・リーグ覇者）
  - 最優秀選手：岡本和真（読売ジャイアンツ）